# Youth International Party
Lo Youth International Party (YIP, lett. "Partito Internazionale della Gioventù") è un movimento di controcultura e politico di orientamento pacifista, anarchico e socialista libertario fondato negli Stati Uniti d'America nel 1966. I suoi aderenti furono designati con il nome di yippie (una variante del termine hippie).

## Storia

### Fondazione
Nato dai movimenti contro la guerra degli anni sessanta, lo Youth International Party offrì un'alternativa più radicale, controculturale e orientata verso i giovani rispetto a tali movimenti.
Gli yippie si configuravano come l'ala politica movimentista degli hippy, dal momento che "non tutti gli hippy avevano già sviluppato una posizione politica (Jerry Rubin)".
Gli yippie inscenarono delle trovate goliardiche, come ad esempio quella di candidare un maiale dal nome Pigasus the Immortal ("Pegaso l'Immortale", facendo leva sul gioco di parole tra "Pegasus" e "pig", in inglese "maiale") alla Presidenza degli Stati Uniti nel 1968, allo scopo di prendersi beffa dell'establishment.
Sebbene lo Youth International Party fosse ben conosciuto per le sue iniziative politiche teatrali, e forse per questo metodo, originale per l'epoca, di polarizzare l'attenzione pubblica, la maggior parte dei tradizionali partiti politici di sinistra americani lo ignorarono o lo avversarono. Un giornale comunista americano definì ironicamente i suoi militanti come Groucho Marxists (con riferimento all'attore comico Groucho Marx).

### Gli inizi
Anarchici, libertari e antiautoritari, gli yippie ebbero tra i loro membri più attivi o tra i loro precursori diversi personaggi che non incarnarono mai cariche istituzionali all'interno del movimento: Abbie Hoffman, Anita Hoffman, Jerry Rubin, Nancy Kurshan, e Paul Krassner furono il gruppo fondatore e Krassner ne coniò il nome. Altri attivisti e personalità legate all'area e all'ideologia furono Stew Albert, Allen Ginsberg, Ed Sanders, Phil Ochs, William Kunstler, Jonah Raskin, Steve Conliff, Matthew Steen, John Sinclair, Aron Kay, Dana Beal, e David Peel.
Il loro simbolo era rappresentato dalla bandiera nera anarchica con stella rossa a cinque punte nel centro, sullo sfondo di una foglia di canapa verde.
La bandiera era frequentemente visibile nelle manifestazioni antimilitariste dell'epoca, principalmente in opposizione all'intervento americano in Vietnam e viene spesso menzionata nel testo di Hoffman Ruba questo libro.
Abbie Hoffman e Jerry Rubin furono gli Yippies maggiormente noti, nonché autori letterari di successo, per il clamore generatosi intorno al lungo processo denominato Chicago Seven del 1969, conseguente all'accusa di incitamento a rivolta dell'agosto dell'anno precedente in occasione della convention democratica del 1968 (1968 Democratic National Convention). Il processo diventò in quel caso la scena per sottoporre all'opinione pubblica le loro istanze.
Il termine yippies è a tutt'oggi utilizzato per designare gli appartenenti ai circoli di attivisti rimasti, sopravvissuti alla fine del movimento di massa.